# ジュ・テーム・モワ・ノン・プリュ
「ジュ・テーム・モワ・ノン・プリュ」（Je t'aime... moi non plus）は、セルジュ・ゲンスブールが作詞・作曲した1969年リリースのフランスのヒット曲、またゲンスブールの監督による1976年のフランスの恋愛映画（原題：Je t'aime moi non plus）。

## 概要
曲はスローテンポのラウンジ的な伴奏に、性交中の男女が自らの肉体の状態を描写する歌詞が合わせられ、さらに女性側の喘ぎ声まで挿入されるという極めてエロティックかつ過激な内容で、発表当時大いに話題を呼んでヒットしながら同時に激しい物議を醸し、一部の国では放送禁止曲にまでなった、曰く付きの作品である。ゲンスブールの露悪趣向や既成モラルへの反抗が大いに発揮されたこの曲で、彼の「悪名」は更に高まった。
1967年当時、ゲンスブールは女優のブリジット・バルドーと不倫の関係にあり、バルドーのために「ジュ・テーム・モワ・ノン・プリュ」を書いた。この曲はゲンスブールとバルドーによるデュエットで、バルドーによるあえぎ声の演技とともに録音された（バックの伴奏はロンドンであらかじめバンドにより録音され、フランスでゲンスブールとバルドーがボーカルを乗せる録音を行った）。しかし、バルドーは当時の夫であるギュンター・ザックスの怒りを恐れ、この曲のリリースを拒否し、それがきっかけでゲンスブールとバルドーの関係は終わった。
1969年、ゲンスブールとジェーン・バーキンのデュエットでシングル「ジュ・テーム・モワ・ノン・プリュ」がリリースされた。バルドーとのデュエットが未公開だったため、この曲が世に出たのはこれが最初である。また、映画女優として活動していたバーキンにとって、「ジュ・テーム・モワ・ノン・プリュ」は歌手としてのデビュー曲になった。この録音もやはりバーキンによるあえぎ声の演技を含んでいる。過激な性描写によって一部の人から反感を買いながらも「ジュ・テーム・モワ・ノン・プリュ」は、イギリス、オーストリア、ノルウェー、スイスなどにおいてチャート1位を獲得しヨーロッパ全土でヒットした。バーキンとの録音はアルバム『ジェーン&セルジュ』（1969年）にも収録されたが、再発盤では同曲は外され、やはりゲンスブールとバーキンとのデュエットによる「スローガンの歌」（映画『スローガン』主題歌）に差し替えられた。
1986年、バルドーが1967年に録音されたまま未発表だった「ジュ・テーム・モワ・ノン・プリュ」のリリースに同意した。このとき「売り上げは動物保護団体に寄付する」という条件がつけられた。
日本では1970年当時は要注意歌謡曲指定制度において放送禁止となるAランク指定を受け、その後はバーキンとマーガレット・スー歌唱のバージョンが旋律は使用可能なBランク指定を1988年に制度が失効するまで受け続けた。

## カバー
- 春野寿美礼 - 2009年のアルバム『男と女 Un homme et une femme』[8]および2015年の『“まれ”のケーキ「ジュテーム・モワ・ノン・プリュ」』で、男女パート両方を一人で歌う形でカバー[9]。

## 影響
2015年の日本のテレビドラマ『まれ』（NHK連続テレビ小説）では、本楽曲が第12週「官能カスタードクリーム」の重要なモチーフとして取り上げられた。パティシエのヒロイン・津村希が、菓子作りの師匠が本楽曲をイメージし「大人の官能」をテーマとして制作した同名のオリジナルケーキを再現して作るよう命じられ、悪戦苦闘するエピソードが1週間にわたって展開された。また春野寿美礼カバー版が挿入歌としても登場した。

## 映画
1976年にゲンスブール監督、バーキン主演で『Je t'aime moi non plus』のタイトルで映画化された。
1983年の日本初公開時のタイトルは『ジュ・テーム…』、1995年のリバイバル上映時およびビデオのタイトルは『ジュ・テーム・モワ・ノン・プリュ』。また、日本においては、2021年にゲンズブール監督没後30周年を記念して4K完全無修正版がリバイバル公開された。
一人の男をはさんだ二人の女ではなく、一人の男をはさんだ女と男の三角関係を描く、ホモの男を愛した女の話という変わったラブストーリーで、1976年製作当時は日本では内容がショッキング過ぎるという理由で輸入されず、日本での公開は約8年後の1983年暮れだった。日本でも性風俗が多様化したと見なされ、ようやく公開された。"白馬の男"として少し顔を出すジェラール・ドパルデューが日本公開当時はフランスのトップスターになっていた。

### ストーリー
ポーランド人のクラスキーは、イタリア人のパドヴァンとゴミ回収を仕事としながら固い絆で結ばれていた。ある日2人はカフェバーに立ち寄るが、そこで出会ったボーイッシュな女性、ジョニーとクラスキーが意気投合、しかし、クラスキーはゲイであった。それでもジョニーとクラスキーは逢瀬を重ねる。

### キャスト
- ジョニー: ジェーン・バーキン
- クラスキー: ジョー・ダレッサンドロ
- パドヴァン: ユーグ・ケステル（フランス語版）
- ボリス: ルネ・コルデホフ（ドイツ語版）
- 農夫: ジェラール・ドパルデュー
- 労働者: ミシェル・ブラン